# Ротор (футбольный клуб)
«Ро́тор» — российский профессиональный футбольный клуб из Волгограда, выступающий в Первой лиге. Двукратный серебряный призёр, бронзовый призёр чемпионата России, финалист Кубка России, финалист Кубка Интертото, победитель первой лиги СССР, победитель первенства ФНЛ, двукратный победитель зоны «Юг» второго дивизиона.
Команда создана в структуре Волгоградского колледжа олимпийского резерва после снятия со всех соревнований и ликвидации ГАУ ВО «ФК „Ротор“» в 2015 году. После победы в третьем дивизионе (СФФ «Центр») в 2015 году «Ротор-Волгоград» вновь получил право выступать во втором дивизионе зоны «Юг».
В сезоне 2016/17 второго дивизиона зоны «Юг» волгоградский клуб занял первое место, добившись возвращения в первенство ФНЛ. По итогам первенства ФНЛ сезона 2019/20 волгоградская команда заняла первое место и впервые за 16 лет вернулась в Премьер-лигу. По итогам сезона 2020/21 команда сначала выбыла в ФНЛ, а ещё через год клуб снова оказался в третьем по силе дивизионе. В 2024 году вернулся в ФНЛ по результатам стыковых матчей.

## Названия
В ранних источниках (например, в СМИ 1990-х годов) годом основания «Ротора» считался 1933-й.
Клуб носил разные названия, периодически формируясь на основе других команд, которые в советское время выступали в областных (городских) соревнованиях: «Трактор», «Сталь», «Баррикады».
В российский период после нескольких ликвидаций возрождался на базе команд «Ротор-2», «Волгоград», ВКОР.
- 1929—1936 — «Тракторостроитель»
- 1936 — «Дзержинец-СТЗ»
- 1937—1947 — «Трактор»
- 1948—1957 — «Торпедо»
- 1958—1969 — «Трактор»
- 1970—1971 — «Сталь»
- 1972—1974 — «Баррикады»
- 1975—2004 — «Ротор»
- 2005 — «Ротор-2»
- 2006—2009, 2010—2014 — «Ротор»
- 2015—2018 — «Ротор-Волгоград»[12]
- с 2018 — СК «Ротор»

### История юридических лиц клуба
В 1990 году клуб перешёл на хозрасчёт и стал самостоятельным юридическим лицом — ВООО «Спортивный клуб „Ротор“», в состав учредителей вошли 16 человек. При последующем изменении устава состав учредителей сократился до трёх — Горюнова и двух его помощников. Тогда же была создана организация с теми же тремя учредителями, но юридически не связанная с ВООО «Спортивный клуб „Ротор“» — ВООО «Футбольный клуб „Ротор“».
В 1995 году ВООО СК была ликвидирована и её активы перешли к ВООО ФК. В 2000 году теми же тремя учредителями был создан ВООО «ФК Ротор-2», выступавший во втором дивизионе. После выбывания в 2004 году команды из премьер-лиги и лишения профессионального статуса, ВООО «Футбольный клуб „Ротор“» было ликвидировано. После изменения устава ВООО «ФК Ротор-2» из названия была убрана цифра 2; игроки бывшего дубля подписали новые контракты.
В 2009 году президентом «Ротора» стал депутат Госдумы Олег Михеев. Его компании ООО «Ротор» достался Центральный стадион, база «Ротора», его бренд и арена «Трактор» в долгосрочную аренду. Вскоре счета и имущество клуба были арестованы.
В 2010 году ГАУ ВО ФК «Волгоград» был переименован в ГАУ ВО ФК «Ротор». В апреле 2015 года команда из-за долгов была расформирована, юридическое лицо ликвидировано (ГАУ ВО ФК «Ротор» по состоянию на август 2020 года находилось в процессе ликвидации).
В мае 2016 на базе волгоградского колледжа олимпийского резерва было учреждено ГАУ ВО ФК «Ротор-Волгоград». В 2018 году клуб по решению суда вернул исторический герб с триколором, права на который принадлежали Михееву. Юридическое лицо сменило название на ГАУ ВО ФК «Ротор» (тождественное названию организации, находившейся в процессе ликвидации). В 2019 году в структуру клуба вошла регбийная команда «Герои», и клуб был переименован в ГАУ ВО СК «Ротор». В мае 2020 года юридическое лицо клуба сменилось на АНО СК «Ротор»; ГАУ ВО СК «Ротор» принадлежит детская школа.

## История клуба
Футбол как развлечение появился в Царицыне ещё в конце XIX века, примерно в 1895—98 гг. на заводах и мастерских братьев Нобель.
Любительский футбол появился в Царицыне в 1912 году.

### 1929
В 1929 году был основан клуб «Тракторостроитель» Сталинградского тракторного завода, с 1930 года выступал в первенстве города.

### 1936—1939
Выход на союзный уровень произошёл в сезоне 1936. Клуб был переименован в «Дзержинец-СТЗ», и под этим названием принял участие в розыгрыше первого кубка СССР, а затем чемпионата СССР. В 1937 году уже под именем «Трактор» команда заняла первое место в группе «Г» чемпионата СССР по футболу. Лидер «Трактора» Александр Пономарёв в одном из матчей Кубка СССР, по воспоминаниям очевидцев, забил 9 мячей. Сезон 1938 года после реорганизации чемпионата СССР «Трактор» впервые провёл в главном дивизионе — группе «А». Сталинградцы одержали несколько ярких побед, за 7 туров до финиша выиграли у действующего чемпиона — московского «Динамо» — и вышли на 3-е место, но провалили концовку турнира и завершили его на 12 месте. Александр Пономарёв оформил хет-трики в трёх матчах подряд и вошёл в тройку лучших бомбардиров чемпионата. В этом турнире началась работа в «Тракторе» самобытного специалиста, самого молодого главного тренера в истории футбола СССР Юрия Ходотова. В 1939 году к «Трактору» пришёл самый большой успех — 4-е место в чемпионате. Превзойти его «Ротор» сумел лишь спустя 54 года. В чемпионате-1939 «Трактор» несколько раз выходил на первое место, выиграл у лидеров советского футбола «Спартака» и «Динамо» (дважды), удостоился оваций на главных стадионах Москвы и Ленинграда. Стиль игры «Трактора» строился на высокой скорости атаки, тройка нападения Проворнов — Пономарёв — Проценко забила в сумме 33 гола, а попытки столичных клубов переманить сталинградцев были осуждены в документе за подписью Сталина.

### 1940—1969
До 1969 года включительно команда выступала с переменным успехом (именуясь в течение нескольких сезонов «Торпедо»). В конце 1969 года руководством тракторного завода было принято решение распустить команду мастеров. Заводской спортклуб «Родина», в который входила футбольная команда «Трактор», продолжил своё существование, в городских и областных соревнованиях заводская команда в дальнейшем играла под названием «Родина» (в 1982 году она была переименована в «Трактор», в 1983 году выиграла чемпионат области). На уровне команд мастеров продолжила выступления команда «Сталь», сформированная на базе «Сталеканатчика» (команды Сталинградского сталепроволочно-канатного завода), выступавшего до этого в первенстве города.

### 1970—1974
В 1970 и 1971 годах на уровне команд мастеров (вторая группа класса «А») выступала «Сталь». В конце сезона 1971 года в соответствии с регламентом выигравшая чемпионат области команда «Баррикады» получила право на переходные матчи со «Сталью» за право играть во второй лиге и выиграла их (ранее, в 1968 году, команда «Баррикады» уже играла в переходных матчах с волжской «Энергией», но тогда уступила). Команда «Сталь» стала выступать на областном уровне, выиграла несколько чемпионатов, но пункт регламента, касающийся переходных матчей, уже был отменён. В 1972—1974 годах во Второй лиге играли «Баррикады».

### 1975—1978
В 1975 году в новоиспечённый «Ротор» (переименованные «Баррикады») на должность главного тренера назначается тренер футбольной команды «Баррикады», Юрий Николаевич Белоусов. Футболисты показывает красивую, зрелищную игру, много забивают, по этому показателю команда одна из лучших в лиге. Начинается становление коллектива, Белоусов развивает талант вернувшегося в «Ротор» 23-х летнего Александра Гузенко, который поражает волгоградцев своей фееричной, красивой и результативной игрой. В первый год в команде, в 75 году Гузенко забивает 6 мячей, в 76-м — 13, а в 78-м уже 17. Всего за «Ротор» провёл 401 игру и забил 150 голов. Чуть позже, в 78 году из команды «Спартак» города Орджоникидзе возвращается Файзулин. Формируется трио нападающих Гузенко, Файзулин и Рахимов. Рахимов становится лучшим бомбардиром, а Белоусова меняют на Одинцова.

### 1979—1980
Одинцов провёл в «Роторе» немного времени, но в этот период команда забивает больше всех мячей во второй лиге III зоны. Причём из 102-х мячей на тройку нападения приходится 81 мяч. Рахимов — 28, Файзулин — 27, Гузенко — 26.
8 августа на своём стадионе «Ротор» выигрывает у курского «Авангарда» со счётом 12:1. Это был первый крупный разгром противника на домашнем поле в новой истории клуба. 30 июня у «Химика» из Новомосковска «Ротор», опять же дома, выигрывает 9:1. Волгоградская команда занимает 2 место, проигрывая первую строчку, а значит и возможность получить путёвку в первую лигу «Динамо» из Ставрополя.
При Одинцове, «Ротор» на своём поле проигрывает лишь дважды, саратовскому «Соколу» и «Динамо» из Ставрополя, но Виктора Федосеевича сменяет Шершнев Геннадий Петрович.

### 1980—1982
Сходу в 1980 году «Ротор» Шершнева забивает больше всех голов в лиге, не проигрывая ни одного матча дома. Одерживает победы 16 октября над элистинским «Ураланом» — 7:2 и 26 июня с обидчиком прошлого сезона «Соколом» из Саратова — 7:0.
«Ротор» окончательно становится домашней командой из 75 голов — 61 забивает дома, при этом пропускает всего 10. Команда занимает итоговое 2 место. Но оказалось что победитель «Ростсельмаш» нарушил регламент в 4 матчах и ему были засчитаны 4 поражения. В итоге ростовчане опускаются на 3 место а «Ротор» в финальном турнире второй лиги занимает 2 место и заканчивает поход за первой лигой. В том году по возрастному требованию вынужденно команду покидают Валерий Ванин, Геннадий Шинкоренко и Радий Рахимов.
В 1981-м Шершневу ставится задача выхода в первую лигу, и он начинает формирование состава. Нападающими становятся Гузенко, Никитин и Васильев. «Ротор» снова забивает больше всех в лиге — 89 мячей, 28 из которых на счету Гузенко. 25 мая волгоградцы обыгрывают «Спартак» из Орла 6:0, а 28 июля выигрывает 6:2 у «Волгаря» из Астрахани. Дома «Ротор» проигрывает «Ростсельмашу» 1:2, ростовская команда временно выходит вперёд. Но в итоге «Ротор» поднимается на первую строчку и выходит в первую лигу, победив в финальной «пульке».

### 1982—1984
Период ознаменовался плохим стартом в первой лиге: в команду вошли новые игроки, и как следствие, нарушением атмосферы внутри коллектива. «Ротор» проигрывает и играет вничью, и лишь одна победа на счету Шершнева в первой лиге. Тренера снимают посреди сезона. В команду возвращается Файзулин, его команда вновь опустилась во вторую лигу и теперь там он попадал под возрастные рамки.
В 83 году Никитин и Суровикин призываются в армию. Службу проходят в СКА Ростов, который в том же году обыгрывает «Ротор» со счётом 6:0, Никитин забивает гол в ворота родной команды. Та победа, наряду с другими победами армейцев позволяют им выйти в высший дивизион.
Приход Виктора Королькова и хорошая игра команды не смогли гарантировать ему место главного тренера. Несмотря на то, что первый сезон «Ротор» закончил в середине таблицы, а второй в 1983 году был уже 4-м, Королькова увольняют. Назначенный главным тренером Валентин Гроховский приводит команду к четвёртому месту.
В 1984-м предпринимается попытка вернуть Белоусова на пост главного тренера. На поле солируют Виктор Васильев и Владимир Файзулин, в строю Александр Гузенко, но команда финиширует в середине таблицы. В тот год в Волгоград впервые приехали болельщики другой команды — краснодарской «Кубани». 25 октября 1984 года на 42 тур первой лиги был организован первый в истории Волгограда выезд в город Ворошиловград на матч «Заря» — «Ротор».

### 1985—1987
По окончании сезона Белоусов уходит, и в команду приглашается Анатолий Константинович Исаев. В клубе Исаева встречает неполная команда из 10 человек, и он начинает строить коллектив на базе одного игрока, Александра Никитина. Со временем Исаев отстраняет от команды Гузенко и Морохина.

### 1987—1988
Инициатором приглашения в «Ротор» Виктора Прокопенко был Владимир Горюнов. В первый год под руководством Прокопенко лучшим бомбардиром становится Никитин с 22 голами. В 1/8 финала Кубка СССР жеребьёвка сводит «Ротор» и чемпиона страны «Динамо» Киев. «Динамо» выигрывает домашний матч в Киеве, а «Ротор» — в Волгограде. В 1/4 финала «Ротор» проигрывает в гостях харьковскому «Металлисту».
В 1988 Прокопенко доводит свой коллектив до высшей лиги и уходит из «Ротора» в одесский «Черноморец».

### 1989—1990
Команда не приняла нового тренера, состоялся бунт, и Пётр Евгеньевич Шубин, не отыграв ни одного официального матча, покинул команду. На смену ему пришёл Александр Александрович Севидов, но по состоянию здоровья покидает команду. Сезон 1990 года в качестве исполняющего обязанности главного тренера назначается бывший игрок «Ротора» и с 1987 года бессменный тренер команды Владимир Файзулин. За весь сезон только 4 победы, первая победа Файзулина приходится на 21 тур. За остальные 7 туров «Ротор» выигрывает ещё дважды, но это недостаточно, в переходных играх за право играть в Высшей лиге, волгоградцы проигрывают «Локомотиву» из Москвы.

### 1990—1992
В 1990 году Владимир Горюнов становится президентом клуба, команда переходит на хозрасчёт, а главным тренером становится Колтун. Он возвращает «Ротор» в Высшую лигу и уходит из команды. Первый чемпионат России складывается для «Ротора» противоречиво. Спартаковец Папаев провёл всего несколько игр в роли главного тренера, в середине сезона игроки подняли бунт, и тренера убрали. Тренером снова стал Файзулин. На первом этапе команда выступает неудачно, занимая в своей группе 7-е место из 10. На втором этапе результаты удаётся слегка улучшить, за два тура до конца чемпионата «Ротор» гарантирует себе место в Высшей лиге на следующий сезон, занимая итоговое 12-е место из 20.

### 1993—1994

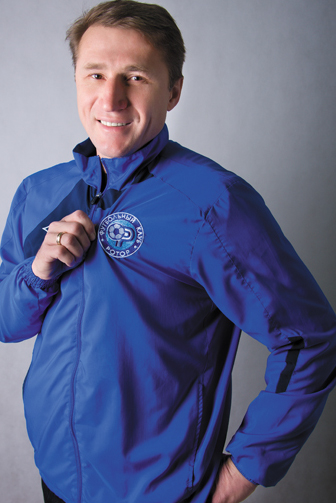
Олег Веретенников

Перед началом сезона 1993 года в команду приходит новый главный тренер — Владимир Сальков (помощник Анатолия Бышовца в сборной СССР на победной Олимпиаде 1988 года). После невнятного старта чемпионата к середине первого круга удаётся одержать несколько побед подряд и выйти на второе место в турнирной таблице к девятому туру. Далее до конца чемпионата «Ротор» более не выпадает из тройки призёров, завоёвывая первые серебряные медали в своей истории и гарантируя участие в Кубке УЕФА на следующий год. Кроме того, «Ротор» становится единственной командой, которая набирает три очка из четырёх возможных в матчах со «Спартаком», в том числе обыгрывает его в 30-м туре со счётом 1:0 в Волгограде. Олег Веретенников забивает 19 мячей. Организовывается знаменитое трио в нападении «Ротора»: Олег Веретенников, Валерий Есипов и Владимир Нидергаус. Второй сезон под руководством Салькова становится менее успешным. Команда буксует в первом круге, выдавая перед летним перерывом серию из пяти матчей без побед. Как результат — руководство принимает решение уволить тренера и позвать на его место уже знакомого волгоградской публике Виктора Прокопенко. Второй круг команда проводит успешнее — всего одно поражение в 15 матчах, одержаны победы над прямыми конкурентами в борьбе за медали, над московскими «Динамо» и «Локомотивом». Однако, несколько необязательных потерь очков в играх с аутсайдерами не позволяет «Ротору» повторить прошлогодний успех — команда финиширует на 4-м месте.
В 1994 году состоялся дебют «Ротора» в еврокубках: в 1/32 финала Кубка УЕФА волгоградцы встречались с французским «Нантом» и уступили по сумме двух встреч (победа 3:2 дома, поражение 0:3 в гостях).

### 1994—1999
Под руководством Виктора Прокопенко команда становилась серебряным призёром чемпионата России в 1997 году, бронзовым призёром чемпионата России в 1996 году, финалистом Кубка России 1994/95.
В 1995 году команда выступала провала старт, итогом стало 7-е место. Из ярких моментов можно отметить победу над «Спартаком» в Москве и итоговое лидерство Олега Веретенникова в гонке бомбардиров чемпионата (25 мячей). В Кубке России 1994/95 «Ротор» вышел в финал, где в драматичном матче уступил «Динамо» (Москва): в дополнительное время Веретенников не реализовал пенальти, в послематчевой серии точнее оказались москвичи. В еврокубках «Ротор» стал автором одной из самых громких сенсаций Кубка УЕФА 1995/96, пройдя в 1/32 финала за счет «правила выездного гола» (0:0 дома и 2:2 в гостях) «Манчестер Юнайтед». В 1/16 финала «Ротор» уступил «Бордо».
В 1996 году «Ротор» впервые в своей истории боролся за победу в чемпионате России до последних туров. Однако, неудачи в Новороссийске и в предпоследнем туре в выездном матче с «Локомотивом» (Москва) привели к тому, что команда финишировала на 3-м месте, отстав от «Спартака» и «Алании» на два очка. Тем не менее «Ротор» обыграл дома ЦСКА (2:0), «Аланию» (3:0), «Спартак» (4:3). В Кубке России 1995/1996 команда дошла до полуфинала. В еврокубках «Ротор» принял участие в Кубке Интертото 1996: волжане прошли групповой этап, обыграв донецкий «Шахтер» и «Базель», выиграли в полуфинале у австрийского ЛАСК, но проиграли в финале «Генгаму» (2:1, 0:1) и не смогли квалифицироваться в Кубок УЕФА.
В 1997 году команда ровно провела сезон, ни разу не выпадая из тройки лидеров. В домашней игре с «Локомотивом» (Москва) Веретенников первым забил 100-й мяч в истории российских чемпионатов. В Кубке УЕФА 1997/98 «Ротор» преодолел квалификационный раунд и 1/32 финала и в 1/16 финала встретился с римским «Лацио»: первый матч в Волгограде завершился вничью 0:0, в ответном победила итальянская команда 3:0. Через пять дней после игры в Риме «Ротор» в решающем матче чемпионата России принимал дома «Спартак» — отставание составляло два очка, в случае победы «Ротор» становился чемпионом. «Спартак» победил 2:0. 
1998 год стал для «Ротора» последним на долгие десятилетия вперед, когда команда боролась за медали чемпионата, в итоге финишировав на 4-м месте. В Кубке России 1997/1998 «Ротор» вновь уступил «Спартаку» в полуфинале. В Кубке УЕФА команда проиграла белградской «Црвене звезде» в квалификационном раунде. Олег Веретенников в третий раз за четыре года стал лучшим бомбардиром чемпионата, по ходу турнира повторив рекорд по количеству забитых мячей в одном матче (пять мячей в игре против «Шинника»). 
В 1999 году команда выступала неровно, постепенно откатившись в нижнюю часть турнирной таблицы чемпионата и обезопасив себя от вылета в первый дивизион лишь за два тура до конца.

### 2000—2009
В 1999 году команда заняла 13-е место в чемпионате. Прокопенко покинул клуб, ему на смену пришёл Георгий Ярцев, которого по ходу сезона сменил Евгений Кучеревский, новыми лидерами клуба стали Андрей Кривов и Валерий Есипов.
Примерно с 2000 года начался постепенный закат волгоградского клуба, по окончании сезона 2000 Кривов покинул команду. Из-за постоянных трудностей с финансированием команда за несколько лет скатилась в разряд аутсайдеров. В чемпионате 2000 года «Ротор» 11-й, в 2001 году — 10-е место, в 2002 — 9-е, в 2003 — 12-е. Тренерская чехарда, многочисленные проблемы привели к тому, что в 2004 году «Ротор», заняв 16, последнее место в чемпионате, покинул премьер-лигу, а в начале 2005 года был лишён статуса профессионального клуба. В сезоне 2005 во втором дивизионе в зоне «Юг» играл ФК «Ротор-2», который раньше фактически был фарм-клубом «Ротора». В 2006 году «Ротор» был возрождён на базе команды «Ротор-2». В 2006—2009 годах возрождённый «Ротор» выступал во втором дивизионе.
5 января 2008 года Международная федерация футбольной истории и статистики (IFFHS) опубликовала клубный рейтинг всех времён, согласно которому по результатам 1991—2007 годов «Ротор» занимал 156 место в клубном рейтинге.
В 2009 году президентом клуба стал Олег Михеев, а Владимир Горюнов перешёл на должность генерального директора.
31 июля 2009 года президентом клуба Михеевым было принято решение о приостановке участия «Ротора» в играх сроком на шесть месяцев. Приостановление деятельности футбольного клуба, по словам Михеева, было связано с тем, что вокруг «Ротора» существовала блокада: наложены аресты на имущество и счета клуба. «Ротор» снялся с первенства Второго дивизиона после 20-го тура зоны «Юг» (в котором сыграл на выезде вничью с «Ангуштом» — 1:1; занимал 13-е место), в оставшихся матчах ему были засчитаны технические поражения.

### Возрождение и новый крах 2010—2015
С 2010 года «Ротор» выступал в первом дивизионе. Это стало возможным в результате заявки команды ФК «Волгоград», которая в сезоне-2009 финишировала на третьем месте в южной зоне второго дивизиона, а зимой подала заявку на участие в первом дивизионе — взамен отказавшегося от этого права «Витязя» и отклонившего предложение ПФЛ «Ставрополя». О создании и выдвижении новой единой команды от региона было заявлено 8 февраля 2010 года на пресс-конференции Главы Администрации Волгоградской области Анатолия Бровко, президента ПФЛ Николая Толстых и президента клуба «Ротор» Олега Михеева. В итоге футбольный клуб «Волгоград» был переименован в «Ротор» и включён в число участников первого дивизиона. Решение о возрождении команды вызвало широкий резонанс и одобрение в прессе и среди болельщиков различных футбольных клубов России. Однако в первом же сезоне «Ротор» выбыл из Первого дивизиона. Но несмотря на это, в сезоне 2011/12, который команда должна была провести во Втором дивизионе, руководство клуба поставило перед командой задачу повышения в классе. Главным тренером стал Валерий Бурлаченко, его помощником Олег Веретенников. 19 мая 2012 года «Ротор» досрочно обеспечил себе выход в ФНЛ.
30 июля 2013 года новым главным тренером клуба стал Игорь Ледяхов. После поражения в матче 16-го тура первенства ФНЛ от «Арсенала» (0:4) в Туле приняло решение расстаться с Ледяховым. 3 октября 2013 года на эту должность был назначен Фёдор Щербаченко.
По окончании сезона 2013/14 руководство клуба приняло решение сняться с первенства ФНЛ. Это было связано с отказом правительства области спонсировать клуб, со ссылкой на малый бюджет области и города.

### Перезагрузка. «Ротор-Волгоград», СК «Ротор»
В апреле 2015 года администрацией Волгоградской области было принято решение снять ФК «Ротор» с соревнований Второго дивизиона и ликвидировать юридическое лицо ГАУ ВО «ФК „Ротор“» в связи со многомиллионными долгами. Вместо него в структуре Волгоградского колледжа олимпийского резерва была создана команда «Ротор-Волгоград», взявшая с сезона 2015 старт в первенстве третьего дивизиона зоны «Черноземье».
В 2015 году «Ротор-Волгоград» досрочно завоевал первое место в турнире «Черноземья», и, после успешного прохождения процедуры лицензирования РФС, команда с сезона 2016/17 выступала на профессиональном уровне. В январе 2016 года исполняющим обязанности главного тренера команды был назначен Лев Иванов. Это назначение вызвало неоднозначную реакцию болельщиков «Ротора», которые начали сбор подписей против кандидатуры Иванова и за назначение главным тренером команды Олега Веретенникова.
В мае 2018 года новым главным тренером команды стал Роберт Евдокимов, а в октябре 2018 года Олег Веретенников вошёл в тренерский штаб «Ротора».
По итогам сезона 2019/20 ФНЛ, досрочно прекращённого в марте 2020 года из-за эпидемии COVID-19, команда получила право вернуться в Премьер-лигу, где, однако, в сезоне 2020/21 заняла 15-е место и выбыл обратно в ФНЛ. Во втором по силе дивизионе волгоградцы в сезоне 2021/22 выступили крайне неудачно, выиграв лишь два домашних поединка из девятнадцати и суммарно набрав 30 очков. 7 мая 2022 года, уступив на своём поле московскому «Спартаку 2» со счётом 0:1, клуб лишился шансов на сохранение прописки в ФНЛ и досрочно выбыл в третий по рангу дивизион. После этого большинство игроков и членов тренерского штаба покинули команду в связи с истечением сроков контрактов, в команде с контрактами остались лишь два игрока.
После выбывания из Первого дивизиона ФНЛ случилась ещё одна перезагрузка. Клуб почти полностью сменил и тренерский и руководящий штаб. Во главе клуба встал тандем из Фёдора Щербаченко и главного тренера Алексея Стукалова, покинувшего «Уфу». Клуб почти полностью обновил основной состав и сходу оказался в числе лидеров Второй лиги.
По итогам стыковых матчей дивизиона «А» Второй лиги сезона 2023/2024 года вышел в Первую лигу.

## Символика

### Цвета клуба
| Синий | Голубой |

Традиционными цветами клуба считаются синий и голубой.

### Форма
Игроки команды выступают в синей, голубой или белой форме, на майках размещена эмблема клуба и надпись ROTOR; в 2010 года надпись была убрана с футболок в расчёте на то, что у клуба появится титульный спонсор, а в 2011 году возвращена, но на русском языке — РОТОР. С сезона 2019/20 надпись снова пишется латинскими буквами — Rotor. В сезоне 2020/21 у «Ротора», в связи с выходом в Высший дивизион, появился титульный спонсор — букмекерская компания «Марафон Бет», по соглашению с которой клуб получает 60 млн рублей.

#### Домашняя
| 1937    | 1937 — 1940 | 1941    | 1992    | 1993    | 1994    | 1995    | 2004    | 2010    | 2011/12 |
| 2013/14 | 2017/18     | 2018/19 | 2019/20 | 2020/21 | 2021/22 | 2022/23 | 2023/24 | 2024/25 |         |

#### Гостевая
| 1938 — 1939 | 1940    | 1992    | 1993    | 1994    | 1995    | 2004    | 2010    | 2011/12 |
| 2013/14     | 2017/18 | 2018/19 | 2019/20 | 2020/21 | 2021/22 | 2022/23 | 2023/24 | 2024/25 |

#### Резервная
| 2010 | 2012/13 | 2013/14 | 2018/19 | 2019/20 | 2020/21 | 2021/22 | 2023/24 | 2024/25 |

### Эмблема
До 1989 года у клуба не существовало официального герба. На футболках игроков в конце 1980-х годов использовалось изображение скульптуры «Родина-мать». Зимой 1989—1990 годов Сергей Хохлов (фанат «Аякс») выиграл конкурс на создание герба. Этот герб использовался до 2009 года. На нём изображён щит, прообразом для которого стал герб польского ФК «Гвардия» (Варшава), разделённый горизонтально на две части. В верхней части слева изображён флаг России, справа буква Р и футбольный мяч, ниже надпись «ФК Ротор». В нижней части герба изображены поочерёдно сменяющие друг друга вертикальные полосы синего и голубого цвета.
В 2000-х годах Владимир Горюнов продал герб вместе с командой и центральным стадионом Олегу Михееву. С тех пор болельщики не раз поднимали вопрос о том, что «Ротор» должен играть именно под своим историческим гербом.
В 2010 году на гербе клуба изображение российского триколора заменили на часть флага Волгоградской области.
Накануне старта сезона 2013/14 руководство «Ротора» сменило клубный герб. Сделано это было по причине того, что на предыдущий герб имело права предыдущее руководство клуба. Эта эмблема использовалась до апреля 2015 года.
В июле 2016 года получивший право выступать во Втором дивизионе «Ротор-Волгоград» представил логотип примитивного дизайна, из-за юридических моментов, связанных с оформлением прав на исторический герб, представлявший собой «временный рисунок».
1 августа 2017 года ФК «Ротор» начал процесс возвращения у структур, аффилированных с Олегом Михеевым, исторического герба в виде щита. Клуб подал документы в Роспотребнадзор на регистрацию герба как товарного знака.
29 мая 2018 года на пресс конференции в Краеведческом музее было объявлено, что новый сезон 2018/19 команда начнёт с историческим гербом в виде щита с триколором, все права на его использование (а также шести его вариаций) официально стали принадлежать ГАУ ВО ФК «Ротор-Волгоград».

## Выступления «Ротора» на внутренней арене

### Чемпионаты СССР
| Сезон        | Дивизион                                                      | Место | И  | В  | Н  | П  | М      | О  | Тренеры                                            |
| ------------ | ------------------------------------------------------------- | ----- | -- | -- | -- | -- | ------ | -- | -------------------------------------------------- |
| 1936 (осень) | Группа «Г»                                                    | 5     | 5  | 2  | 1  | 2  | 5-9    | 10 | Владимир Блинков, А.Ситников                       |
| 1937         | Группа «Г»                                                    | 1     | 11 | 8  | 2  | 1  | 40-14  | 29 | А.Ситников                                         |
| 1938         | Группа «А»                                                    | 12    | 25 | 12 | 3  | 10 | 53-48  | 27 | Юрий Ходотов                                       |
| 1939         | Группа «А»                                                    | 4     | 26 | 13 | 4  | 9  | 50-39  | 30 | Юрий Ходотов                                       |
| 1940         | Группа «А»                                                    | 7     | 24 | 8  | 7  | 9  | 38-37  | 23 | Юрий Ходотов, Михаил Кириллов                      |
| 1941         | Группа «А»                                                    | 4     | 12 | 3  | 7  | 2  | 16-16  | 13 | Александр Келлер                                   |
| 1945         | Первая группа                                                 | 7     | 22 | 9  | 3  | 10 | 23-38  | 21 | Алексей Шапошников, Сергей Колесников              |
| 1946         | Первая группа                                                 | 8     | 22 | 6  | 4  | 12 | 22-40  | 16 | Сергей Колесников                                  |
| 1947         | Первая группа                                                 | 9     | 24 | 7  | 7  | 10 | 34-39  | 21 | Юрий Ходотов                                       |
| 1948         | Первая группа                                                 | 8     | 26 | 7  | 7  | 12 | 28-44  | 21 | Юрий Ходотов, Алексей Киреев                       |
| 1949         | Первая группа                                                 | 13    | 34 | 8  | 10 | 16 | 36-52  | 26 | Алексей Костылев                                   |
| 1950         | Класс «А»                                                     | 18    | 36 | 8  | 6  | 22 | 26-77  | 22 | Алексей Костылев                                   |
| 1951         | Класс «Б»                                                     | 5     | 34 | 16 | 11 | 7  | 66-38  | 43 | Сергей Плонский                                    |
| 1952         | Класс «Б». Предварительный этап. Группа «Иваново»             | 6     | 5  | 0  | 1  | 4  | 7-11   | 1  | Сергей Плонский                                    |
| 1952         | Класс «Б». Финальный этап. Турнир за 10-18 места              | 11    | 8  | 5  | 1  | 2  | 16-7   | 11 | Сергей Плонский                                    |
| 1953         | Класс «Б». Предварительный этап. III зона                     | 4     | 14 | 7  | 1  | 6  | 25-22  | 15 | Сергей Плонский                                    |
| 1953         | Класс «Б». Финальный этап. Турнир за 10-12 места              | 12    | 2  | 0  | 0  | 2  | 3-5    | 0  | Сергей Плонский                                    |
| 1954         | Класс «Б». Зональный этап. III зона                           | 8     | 22 | 7  | 5  | 10 | 31-39  | 19 | Сергей Плонский                                    |
| 1955         | Класс «Б». II зона                                            | 15    | 30 | 7  | 5  | 18 | 36-55  | 19 | Василий Ермасов                                    |
| 1956         | Класс «Б». II зона                                            | 11    | 34 | 12 | 7  | 15 | 45-52  | 31 | Василий Ермасов, Николай Глебов                    |
| 1957         | Класс «Б». Зональный этап. I зона                             | 12    | 34 | 12 | 10 | 12 | 40-46  | 34 | Николай Глебов                                     |
| 1958         | Класс «Б». Зональный этап. I зона                             | 4     | 30 | 16 | 7  | 7  | 46-22  | 39 | Сергей Плонский                                    |
| 1959         | Класс «Б». Зональный этап. V зона                             | 7     | 26 | 10 | 6  | 10 | 46-39  | 26 | Сергей Плонский                                    |
| 1960         | Класс «Б». Зональный этап. III зона                           | 6     | 26 | 10 | 6  | 10 | 35-31  | 26 | Лев Мастеровой, Григорий Дуганов                   |
| 1961         | Класс «Б». Зональный этап. III зона                           | 3     | 23 | 14 | 4  | 5  | 40-24  | 32 | Александр Абрамов                                  |
| 1962         | Класс «Б». Зональный этап. III зона                           | 2     | 28 | 15 | 9  | 4  | 43-15  | 39 | Александр Абрамов                                  |
| 1963         | Класс «А». Вторая группа                                      | 16    | 34 | 9  | 9  | 16 | 25-40  | 27 | Виктор Новиков                                     |
| 1964         | Класс «А». Вторая группа. II подгруппа                        | 9     | 26 | 8  | 9  | 9  | 21-27  | 25 | Георгий Мазанов                                    |
| 1964         | Класс «А». Вторая группа. Финальный этап за 15-27 места       | 16    | 12 | 6  | 4  | 2  | 14-8   | 16 | Георгий Мазанов                                    |
| 1965         | Класс «А». Вторая группа. I подгруппа                         | 11    | 30 | 8  | 12 | 10 | 24-28  | 28 | Иван Конов                                         |
| 1965         | Класс «А». Вторая группа. Финальный этап за 17-32 места       | 18    | 16 | 6  | 7  | 3  | 21-16  | 19 | Иван Конов                                         |
| 1966         | Класс «А». Вторая группа. I подгруппа                         | 12    | 32 | 10 | 9  | 13 | 31-37  | 29 | Иван Конов                                         |
| 1967         | Класс «А». Вторая группа. I подгруппа                         | 9     | 38 | 15 | 9  | 14 | 35-36  | 39 | Сергей Плонский                                    |
| 1968         | Класс «А». Вторая группа. III подгруппа                       | 13    | 40 | 13 | 11 | 16 | 49-50  | 37 | Сергей Плонский                                    |
| 1969         | Класс «А». Вторая группа. II подгруппа. II зона               | 8     | 22 | 8  | 4  | 10 | 18-26  | 20 | Сергей Плонский, Владимир Буцкий                   |
| 1969         | Класс «А». Вторая группа. II подгруппа. Турнир за 13-24 места | 16    | 12 | 5  | 3  | 4  | 16-11  | 13 | Сергей Плонский, Владимир Буцкий                   |
| 1970         | Класс «А». Вторая группа. II зона                             | 19    | 42 | 8  | 18 | 16 | 33-40  | 34 | Константин Рязанцев                                |
| 1971         | Класс «А». Вторая лига. III зона                              | 13    | 38 | 12 | 11 | 15 | 31-38  | 35 | Владимир Буцкий                                    |
| 1972         | Вторая лига. IV зона                                          | 6     | 36 | 15 | 12 | 9  | 45-35  | 42 | Александр Абрамов                                  |
| 1973         | Вторая лига. V зона                                           | 7     | 32 | 12 | 9  | 11 | 38-31  | 28 | Александр Абрамов                                  |
| 1974         | Вторая лига. IV зона                                          | 19    | 40 | 12 | 5  | 23 | 40-56  | 29 | Василий Дергач                                     |
| 1975         | Вторая лига. IV зона                                          | 9     | 32 | 11 | 9  | 12 | 51-42  | 31 | Юрий Белоусов                                      |
| 1976         | Вторая лига. IV зона                                          | 10    | 40 | 16 | 8  | 16 | 58-60  | 40 | Юрий Белоусов                                      |
| 1977         | Вторая лига. III зона                                         | 5     | 40 | 19 | 11 | 10 | 52-42  | 49 | Юрий Белоусов                                      |
| 1978         | Вторая лига. III зона                                         | 4     | 46 | 22 | 12 | 12 | 76-38  | 56 | Юрий Белоусов                                      |
| 1979         | Вторая лига. III зона                                         | 2     | 48 | 29 | 8  | 11 | 102-36 | 66 | Виктор Одинцов                                     |
| 1980         | Вторая лига. III зона                                         | 1     | 34 | 24 | 5  | 5  | 75-20  | 53 | Геннадий Шершнев                                   |
| 1980         | Вторая лига. Финальный турнир                                 | 2     | 4  | 2  | 0  | 2  | 8-5    | 4  | Геннадий Шершнев                                   |
| 1981         | Вторая лига. III зона                                         | 1     | 34 | 24 | 5  | 5  | 89-35  | 53 | Геннадий Шершнев                                   |
| 1981         | Вторая лига. Финальный турнир                                 | 1     | 4  | 3  | 0  | 1  | 7-4    | 6  | Геннадий Шершнев                                   |
| 1982         | Первая лига                                                   | 14    | 42 | 14 | 12 | 16 | 63-64  | 40 | Геннадий Шершнев, Виктор Корольков                 |
| 1983         | Первая лига                                                   | 4     | 42 | 23 | 5  | 14 | 62-48  | 51 | Виктор Корольков                                   |
| 1984         | Первая лига                                                   | 15    | 42 | 15 | 8  | 19 | 63-78  | 38 | Валентин Гроховский, Юрий Белоусов                 |
| 1985         | Первая лига. Предварительный этап. Зона Восток                | 4     | 20 | 8  | 8  | 4  | 34-21  | 24 | Анатолий Исаев                                     |
| 1985         | Первая лига. Финальный этап. Группа «А» (за 1-12 места)       | 8     | 22 | 7  | 4  | 11 | 27-35  | 18 | Анатолий Исаев                                     |
| 1986         | Первая лига                                                   | 8     | 46 | 22 | 7  | 17 | 69-56  | 51 | Анатолий Исаев                                     |
| 1987         | Первая лига                                                   | 17    | 42 | 13 | 10 | 19 | 45-50  | 36 | Анатолий Исаев, Владимир Бубнов, Виктор Прокопенко |
| 1988         | Первая лига                                                   | 2     | 42 | 25 | 7  | 10 | 76-37  | 57 | Виктор Прокопенко                                  |
| 1989         | Высшая лига                                                   | 10    | 30 | 9  | 9  | 12 | 28-35  | 27 | Пётр Шубин, Александр Севидов                      |
| 1990         | Высшая лига                                                   | 13    | 24 | 4  | 6  | 14 | 14-39  | 14 | Александр Севидов, Владимир Файзулин               |
| 1990         | Переходный турнир                                             | 2     | 2  | 1  | 0  | 1  | 2-3    | 2  | Владимир Файзулин                                  |
| 1991         | Первая лига                                                   | 1     | 42 | 24 | 11 | 7  | 79-44  | 59 | Леонид Колтун                                      |

- В Высшей лиге чемпионата СССР (1938—1950, 1989, 1990): в 293 матчах +91=66-136; мячи 352—488.[источник не указан 94 дня]
- Самая крупная победа — 6:0 («Динамо» Одесса — 1939 год)[50].
- Самое крупное поражение — 0:7 («Динамо» Тбилиси — 1950; ЦСКА Москва — 1990 год)[50].
- Наибольшее число встреч за клуб в чемпионатах СССР провёл Виктор Матвеев (174)[51].
- Лучший бомбардир клуба в чемпионатах — Александр Пономарёв (43)[51].
- Рекордсмен клуба за сезон — Александр Пономарёв (1938 год — 19 мячей).[источник не указан 94 дня]

### Чемпионаты России
Примечание. * В 2005 году — «Ротор-2».
| Сезон   | Дивизион                                   | Дивизион                           | Место | И  | В  | Н  | П  | Мячи  | О  | Тренеры                                                                                    | Примечания |
| ------- | ------------------------------------------ | ---------------------------------- | ----- | -- | -- | -- | -- | ----- | -- | ------------------------------------------------------------------------------------------ | --- |
| 1992    | Высшая лига                                | Группа «Б»                         | 7     | 18 | 6  | 4  | 8  | 23-19 | 16 | Виктор Папаев                                                                              | |
| 1992    | Высшая лига                                | за 9—20 места                      | 12    | 22 | 11 | 4  | 7  | 35-22 | 26 | Владимир Файзулин                                                                          | |
| 1992    | Высшая лига                                | Всего                              | 12    | 30 | 13 | 5  | 12 | 44-34 |    | Владимир Файзулин                                                                          | |
| 1993    | Высшая лига                                | Высшая лига                        | 2     | 34 | 17 | 8  | 9  | 56-35 | 42 | Владимир Сальков                                                                           | Попадание в зону еврокубков — первый раунд Кубка УЕФА 1994/95                                                                            |
| 1994    | Высшая лига                                | Высшая лига                        | 4     | 30 | 10 | 16 | 4  | 39-23 | 36 | Владимир Сальков, Виктор Прокопенко                                                        | Попадание в зону еврокубков — первый раунд Кубка УЕФА 1995/96                                                                            |
| 1995    | Высшая лига                                | Высшая лига                        | 7     | 30 | 11 | 7  | 12 | 62-49 | 40 | Виктор Прокопенко                                                                          | Попадание в зону еврокубков — групповой раунд Кубка Интертото 1996                                                                       |
| 1996    | Высшая лига                                | Высшая лига                        | 3     | 34 | 21 | 7  | 6  | 58-27 | 70 | Виктор Прокопенко                                                                          | Попадание в зону еврокубков — 2-й квалификационный раунд Кубка УЕФА 1997/98                                                              |
| 1997    | Высшая лига                                | Высшая лига                        | 2     | 34 | 20 | 8  | 6  | 54-27 | 68 | Виктор Прокопенко                                                                          | Попадание в зону еврокубков — 2-й квалификационный раунд Кубка УЕФА 1998/99                                                              |
| 1998    | Высший дивизион                            | Высший дивизион                    | 4     | 30 | 12 | 12 | 6  | 52-37 | 48 | Виктор Прокопенко                                                                          | |
| 1999    | Высший дивизион                            | Высший дивизион                    | 13    | 30 | 7  | 10 | 13 | 36-51 | 31 | Виктор Прокопенко                                                                          | |
| 2000    | Высший дивизион                            | Высший дивизион                    | 11    | 30 | 8  | 8  | 14 | 35-54 | 32 | Георгий Ярцев, Евгений Кучеревский                                                         | |
| 2001    | Высший дивизион                            | Высший дивизион                    | 10    | 30 | 8  | 8  | 14 | 38-42 | 32 | Павел Гусев                                                                                | |
| 2002    | Премьер-лига                               | Премьер-лига                       | 9     | 30 | 11 | 5  | 14 | 27-34 | 38 | Владимир Сальков                                                                           | |
| 2003    | Премьер-лига                               | Премьер-лига                       | 12    | 30 | 9  | 5  | 16 | 33-44 | 32 | Владимир Файзулин                                                                          | |
| 2004    | Премьер-лига                               | Премьер-лига                       | 16    | 30 | 4  | 10 | 16 | 28-53 | 22 | Владимир Файзулин, Юрий Марушкин, Валерий Яремченко                                        | Выбывание из Высшего дивизиона и лишение профессионального статуса. В 2005 году во Втором дивизионе принимает участие команда «Ротор-2». |
|         |                                            |                                    |       |    |    |    |    |       |    |                                                                                            | |
| 2006    | Второй дивизион, зона «Юг»                 | Второй дивизион, зона «Юг»         | 6     | 32 | 17 | 4  | 11 | 62-48 | 55 | Валерий Бурлаченко                                                                         | Перед началом сезона «Ротор» воссоздаётся на базе «Ротора-2».                                                                            |
| 2007    | Второй дивизион, зона «Юг»                 | Второй дивизион, зона «Юг»         | 4     | 28 | 16 | 5  | 7  | 56-29 | 53 | Александр Корешков, Леонид Колтун, Сергей Кузнецов, Сергей Попков, Олег Стогов             | |
| 2008    | Второй дивизион, зона «Юг»                 | Второй дивизион, зона «Юг»         | 13    | 34 | 9  | 8  | 17 | 40-62 | 35 | Олег Стогов, Игорь Меньщиков                                                               | |
| 2009    | Второй дивизион, зона «Юг»                 | Второй дивизион, зона «Юг»         | 17    | 34 | 5  | 6  | 23 | 23-72 | 21 | Игорь Меньщиков, Александр Никитин                                                         | «Ротор» снимается с первенства по ходу сезона. ФК «Волгоград» занимает 3-е место и получает приглашение в ФНЛ.                           |
| 2010    | Первый дивизион                            | Первый дивизион                    | 17    | 38 | 9  | 7  | 22 | 27-64 | 34 | Владимир Файзулин, Виталий Шевченко                                                        | Перед началом сезона «Ротор» воссоздаётся на базе ФК «Волгоград». По итогам сезона выбывает из Первого дивизиона                         |
| 2011/12 | Второй дивизион, зона «Юг»                 | Второй дивизион, зона «Юг»         | 1     | 34 | 24 | 7  | 3  | 67-16 | 79 | Валерий Бурлаченко                                                                         | Выход в Первый дивизион |
| 2012/13 | ФНЛ                                        | ФНЛ                                | 9     | 32 | 11 | 8  | 13 | 27-26 | 41 | Валерий Бурлаченко                                                                         | |
| 2013/14 | ФНЛ                                        | ФНЛ                                | 15    | 36 | 10 | 11 | 15 | 43-40 | 41 | Валерий Бурлаченко, Игорь Ледяхов, Фёдор Щербаченко                                        | Снялся по окончании сезона. Добровольное понижение в ПФЛ                                                                                 |
| 2014/15 | ПФЛ, зона «Юг», 1-й этап, группа 2         | ПФЛ, зона «Юг», 1-й этап, группа 2 |       | 20 | 7  | 6  | 7  | 26-24 | 27 | Олег Веретенников                                                                          | Снялся по окончании первого этапа (6-е место). Ликвидация ГАУ ВО «Футбольный клуб Ротор».                                                |
| 2015    | Третий дивизион (ЛФК)                      | зона «Черноземье»                  | 2     | 26 | 18 | 7  | 1  | 51-18 | 53 | Эвальд Фролов                                                                              | Создание на базе колледжа олимпийского резерва ФК «Ротор-Волгоград». Выход в Первенство ПФЛ — Второй дивизион                            |
| 2015    | Третий дивизион (ЛФК)                      | финальный турнир                   | 7     | 4  | 2  | 2  | 0  | 8-2   | 8  | Эвальд Фролов                                                                              | Создание на базе колледжа олимпийского резерва ФК «Ротор-Волгоград». Выход в Первенство ПФЛ — Второй дивизион                            |
| 2016/17 | Второй дивизион, зона «Юг»                 | Второй дивизион, зона «Юг»         | 1     | 30 | 21 | 4  | 5  | 66-24 | 67 | Лев Иванов, Эвальд Фролов                                                                  | Выход в ФНЛ |
| 2017/18 | ФНЛ                                        | ФНЛ                                | 17    | 38 | 10 | 10 | 18 | 38-45 | 40 | Валерий Есипов, Сергей Павлов                                                              | Сохранение места в ФНЛ в связи с отказом ряда команд                                                                                     |
| 2018/19 | ФНЛ                                        | ФНЛ                                | 11    | 38 | 12 | 14 | 12 | 34-36 | 50 | Роберт Евдокимов, Игорь Меньщиков (де-юре) / Павел Могилевский (де-факто)                  | |
| 2019/20 | ФНЛ                                        | ФНЛ                                | 1     | 27 | 17 | 5  | 5  | 41-21 | 56 | Игорь Меньщиков (де-юре) / Павел Могилевский (де-факто, до 13-го тура), Александр Хацкевич | Выход в Премьер-лигу |
| 2020/21 | Премьер-лига                               | Премьер-лига                       | 15    | 30 | 5  | 7  | 18 | 15-52 | 22 | Александр Хацкевич, Хасанби Биджиев (де-юре) / Юрий Батуренко (де-факто)                   | Выбывание в ФНЛ |
| 2021/22 | Первый дивизион ФНЛ                        | Первый дивизион ФНЛ                | 18    | 38 | 8  | 12 | 18 | 37-53 | 36 | Дмитрий Хохлов, Алексей Жданов (и. о.), Артём Куликов                                      | Выбывание во Второй дивизион ФНЛ |
| 2022/23 | Вторая лига, группа 1                      | первый этап                        | 3     | 26 | 15 | 7  | 4  | 47-19 | 52 | Алексей Стукалов                                                                           | |
| 2022/23 | Вторая лига, группа 1                      | второй этап, подгруппа «А»         | 3     | 31 | 19 | 7  | 5  | 56-23 | 64 | Алексей Стукалов                                                                           | |
| 2023/24 | Вторая лига, дивизион «А», группа «золото» | первый этап                        | 3     | 18 | 7  | 7  | 4  | 21-17 | 28 | Алексей Стукалов, Владимир Файзулин (и. о.), Сергей Попков                                 | |
| 2023/24 | Вторая лига, дивизион «А», группа «золото» | второй этап                        | 5     | 18 | 7  | 4  | 7  | 20-20 | 25 | Сергей Попков, Олег Сергеев (и. о.), Денис Бояринцев                                       | Выход в Первую лигу по итогам стыковых матчей                                                                                            |

#### Посещаемость
Средняя домашняя посещаемость матчей чемпионата России по сезонам:
Примечание. * В 2005 году — «Ротор-2».

### Кубок России
| Сезон                                           | И  | В | Н | П | М                       | Результат               |
| ----------------------------------------------- | -- | - | - | - | ----------------------- | ----------------------- |
| 1992/93                                         | 1  | 0 | 0 | 1 | 0-2                     | 1/16                    |
| 1993/94                                         | 3  | 2 | 0 | 1 | 7-1                     | 1/4                     |
| 1994/95                                         | 5  | 2 | 2 | 1 | 6-4                     | Финал                   |
| 1995/96                                         | 4  | 3 | 0 | 1 | 10-3                    | Полуфинал               |
| 1996/97                                         | 3  | 2 | 0 | 1 | 7-3                     | 1/4                     |
| 1997/98                                         | 4  | 3 | 0 | 1 | 11-9                    | Полуфинал               |
| 1998/99                                         | 4  | 2 | 2 | 0 | 12-7                    | Полуфинал               |
| 1999/00                                         | 2  | 0 | 1 | 1 | 2-3                     | 1/8                     |
| 2000/01                                         | 1  | 0 | 0 | 1 | 2-3                     | 1/16                    |
| 2001/02                                         | 1  | 0 | 0 | 1 | 1-3                     | 1/16                    |
| 2002/03                                         | 1  | 0 | 1 | 0 | 2-2                     | 1/16                    |
| 2003/04                                         | 6  | 3 | 0 | 3 | 10-8                    | 1/4                     |
| 2004/05                                         | 2  | 1 | 0 | 1 | 5-1                     | 1/8                     |
|                                                 |    |   |   |   |                         |                         |
| 2006/07                                         | 2  | 1 | 0 | 1 | 4-3                     | 1/128                   |
| 2007/08                                         | 5  | 3 | 1 | 1 | 8-6                     | 1/16                    |
| 2008/09                                         | 3  | 2 | 0 | 1 | 5-4                     | 1/64                    |
| 2009/10                                         | 1  | 0 | 0 | 1 | 0-1                     | 1/512                   |
| 2010/11                                         | 1  | 0 | 0 | 1 | 0-1                     | 1/32                    |
| 2011/12                                         | 3  | 2 | 0 | 1 | 3-2                     | 1/64                    |
| 2012/13                                         | 1  | 0 | 0 | 1 | 2-3                     | 1/32                    |
| 2013/14                                         | 4  | 3 | 0 | 1 | 4-3                     | 1/4                     |
| 2014/15                                         | 1  | 0 | 0 | 1 | 1-2                     | 1/256                   |
| 2016/17                                         | 1  | 0 | 0 | 1 | 2-2, пен. 1-2           | 1/128                   |
| 2017/18                                         | 1  | 0 | 0 | 1 | 0-2                     | 1/32                    |
| 2018/19                                         | 1  | 0 | 0 | 1 | 0-0, д.в. 1-1, пен. 3-4 | 1/32                    |
| 2019/20                                         | 1  | 0 | 0 | 1 | 1-2                     | 1/32                    |
| 2020/21                                         | 2* | 0 | 0 | 2 | 0-6                     | групповой этап (1/32)   |
| 2021/22                                         | 3  | 1 | 1 | 1 | 5-3, пен. 4-2           | 1/8                     |
| 2022/23                                         | 2  | 1 | 1 | 0 | 3-2, пен. 4-5           | 4-й раунд пути регионов |
| 2023/24                                         | 4  | 3 | 0 | 1 | 5-1                     | 5-й раунд пути регионов |
| * Один из матчей — техническое поражение (0:3). |    |   |   |   |                         |                         |

## Достижения

### Национальные
Чемпионат России
- Серебряный призёр (2): 1993, 1997
- Бронзовый призёр: 1996

Кубок России
- Финалист: 1994/95

Кубок первой лиги СССР
- Финалист: 1991

Чемпионат РСФСР
- Чемпион: 1980
- Серебряный призёр: 1991

### Еврокубки и международные турниры
Кубок Интертото
- Финалист: 1996

Кубок Дальневосточных чемпионов
- Победитель: 1998

Кубок короля Таиланда
- Победитель: 1995
- Финалист (3): 1989, 1990, 1991
- Бронзовый призёр: 1994

## Руководство
| Должность                                             | Имя                |
| ----------------------------------------------------- | ------------------ |
| Генеральный директор                                  | Андрей Кривов      |
| Спортивный директор                                   | Андрей Дуров       |
| Заместитель генерального директора по безопасности    | Павел Никитин      |
| Начальник отдела безопасности и работе с болельщиками | Николай Штефан     |
| Начальник команды                                     | Александр Гайдуков |
| Матч-менеджер                                         | Олег Чалченко      |

## Тренерский штаб
| Должность                       | Имя             |
| ------------------------------- | --------------- |
| Главный тренер                  | Денис Бояринцев |
| Старший тренер                  | Олег Нечаев     |
| Координационный тренер          | Михаил Мысин    |
| Тренер по физической подготовке | Сергей Толстых  |
| Тренер вратарей                 | Андрей Никитин  |

## Текущий состав
| 13 | Флаг России   | Вр  | Никита Чагров                              | 1995 |  |  |  |  |  |
| 50 | Флаг России   | Вр  | Владимир Сугробов                          | 1996 |  |  |  |  |  |
| 99 | Флаг России   | Вр  | Иван Литвенок                              | 2002 |  |  |  |  |  |
|    |               |     |                                            |      |  |  |  |  |  |
| 2  | Флаг России   | Защ | Александр Коротков                         | 2000 |  |  |  |  |  |
| 3  | Флаг Беларуси | Защ | Максим Швецов                              | 1998 |  |  |  |  |  |
| 5  | Флаг России   | Защ | Алексей Шумских (капитан)                  | 1990 |  |  |  |  |  |
| 11 | Флаг России   | Защ | Александр Клещенко                         | 1995 |  |  |  |  |  |
| 17 | Флаг России   | Защ | Глеб Шильников                             | 2003 |  |  |  |  |  |
| 28 | Флаг России   | Защ | Андрей Семёнов                             | 1992 |  |  |  |  |  |
| 34 | Флаг России   | Защ | Максим Храмцов                             | 2002 |  |  |  |  |  |
| 37 | Флаг России   | Защ | Денис Фомин                                | 1996 |  |  |  |  |  |
| 80 | Флаг России   | Защ | Вячеслав Бардыбахин (в аренде из «Акрона») | 2002 |  |  |  |  |  |
| 97 | Флаг России   | Защ | Николай Покидышев                          | 1997 |  |  |  |  |  |
|    |               |     |                                            |      |  |  |  |  |  |
| 6  | Флаг России   | ПЗ  | Сергей Макаров (вице-капитан)              | 1996 |  |  |  |  |  |

| 8  | Флаг Беларуси | ПЗ  | Анатолий Макаров                        | 1996 |  |  |  |  |  |
| 9  | Флаг Армении  | ПЗ  | Давид Давидян                           | 1997 |  |  |  |  |  |
| 10 | Флаг Армении  | ПЗ  | Артём Симонян                           | 1995 |  |  |  |  |  |
| 19 | Флаг России   | ПЗ  | Никита Плотников                        | 2003 |  |  |  |  |  |
| 24 | Флаг России   | ПЗ  | Михаил Мальцев                          | 2001 |  |  |  |  |  |
| 33 | Флаг России   | ПЗ  | Ярослав Арбузов (в аренде из «Балтики») | 2004 |  |  |  |  |  |
| 77 | Флаг России   | ПЗ  | Дмитрий Сасин                           | 1996 |  |  |  |  |  |
|    |               |     |                                         |      |  |  |  |  |  |
| 7  | Флаг России   | Нап | Илья Сафронов                           | 1998 |  |  |  |  |  |
| 23 | Флаг России   | Нап | Дмитрий Лаврищев                        | 1998 |  |  |  |  |  |
| 27 | Флаг России   | Нап | Кирилл Никишин (в аренде из «Балтики»)  | 2004 |  |  |  |  |  |
| 70 | Флаг России   | Нап | Александр Хохлачёв                      | 1997 |  |  |  |  |  |
| 73 | Флаг России   | Нап | Имран Азнауров (в аренде из «Ростова»)  | 2004 |  |  |  |  |  |
| 88 | Флаг России   | Нап | Никита Никифоров                        | 2004 |  |  |  |  |  |

## Рекордсмены клуба
| По количеству сыгранных игр в чемпионате | По количеству сыгранных игр в чемпионате |
| Футболист                                | Игры                                     |
| ---------------------------------------- | ---------------------------------------- |
| Александр Гузенко                        | 418                                      |
| Владимир Морохин                         | 395                                      |
| Владимир Васяев                          | 379                                      |
| Валерий Есипов                           | 349                                      |
| Валерий Ванин                            | 331+                                     |
| Николай Олеников                         | 319                                      |
| Александр Никитин                        | 302                                      |
| Валерий Чупин                            | 298                                      |
| Олег Веретенников                        | 290                                      |
| Геннадий Шершнев                         | 281+                                     |

| По количеству забитых голов в чемпионате | По количеству забитых голов в чемпионате |
| Футболист                                | Голы                                     |
| ---------------------------------------- | ---------------------------------------- |
| Олег Веретенников                        | 170                                      |
| Александр Гузенко                        | 153                                      |
| Александр Никитин                        | 115                                      |
| Владимир Файзулин                        | 97                                       |
| Радий Рахимов                            | 95                                       |
| Валерий Есипов                           | 84                                       |
| Владимир Нидергаус                       | 68                                       |
| Виктор Васильев                          | 64                                       |
| Валерий Погорелов                        | 64                                       |
| Валерий Ванин                            | 63                                       |

## Известные болельщики
- Александра Пахмутова[56]
- Николай Добронравов[56]